# Závadka nad Hronom
Závadka nad Hronom je obec na Slovensku, v okrese Brezno v Banskobystrickém kraji.
V roce 2011 zde žilo 2 457 obyvatel.